# ソニーオプティアーク

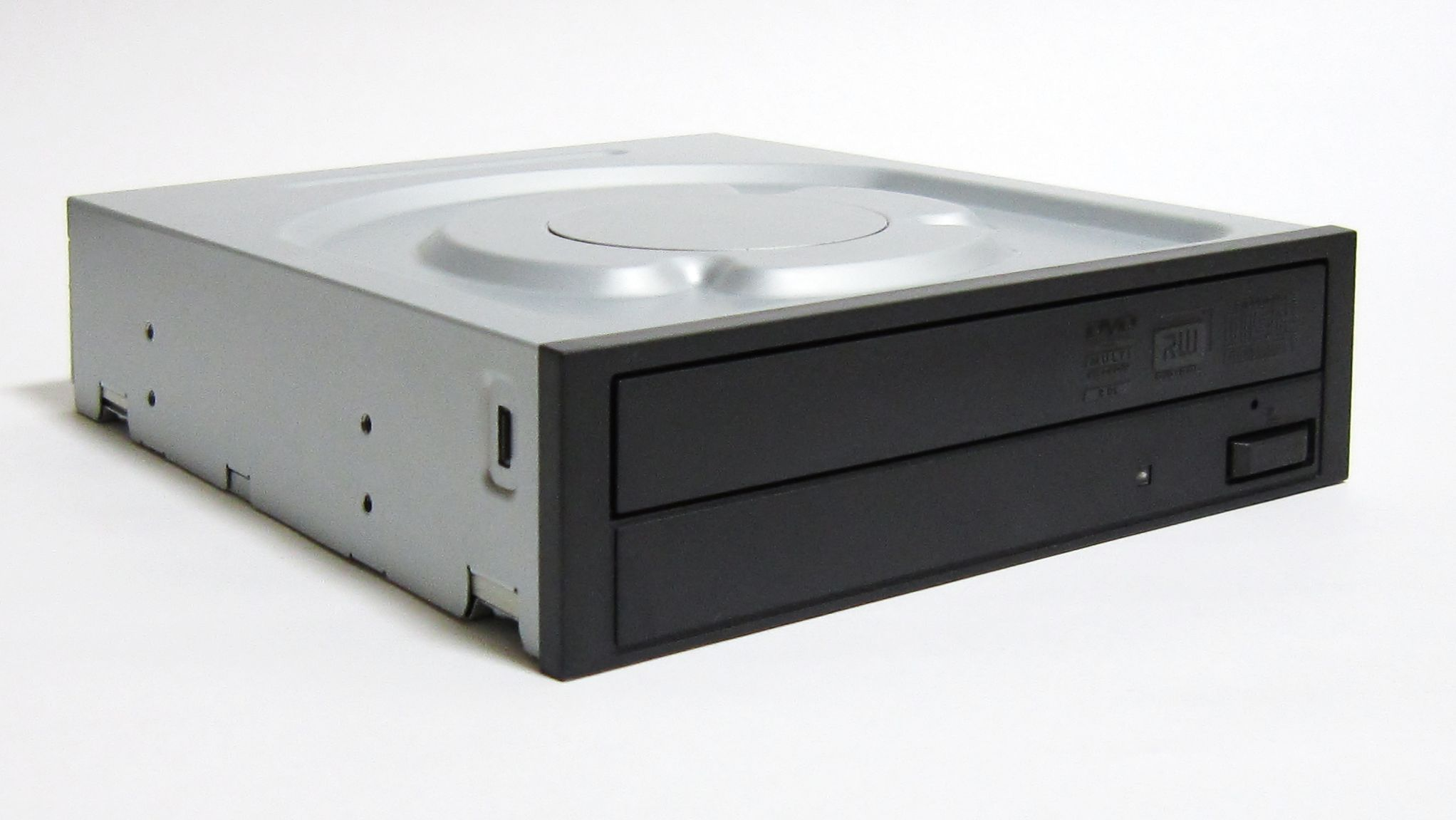
ソニーオプティアーク製DVDハイパーマルチドライブのAD-7240S。

ソニーオプティアーク株式会社 (Sony Optiarc Inc.) は、かつてコンピュータ向けの光学ドライブを製造していた企業。ソニーのグループ会社で、ソニー株式会社が全額出資していた。

## 概要
2004年より台湾のLite-Onと共同で光学ドライブを開発していたソニーが、Lite-Onとの開発をやめ、2006年4月3日に日本電気と共同出資して「ソニーNECオプティアーク株式会社」を立ち上げた。2008年12月5日に日本電気の保有する45%の株式をソニーが買収する形でソニーの完全子会社となり、現在の社名になった。
CD-ROMドライブからブルーレイドライブまで、一般に普及している様々な光学ドライブを製造しており、ドライブ形状もデスクトップ向け、ノート向け両方を得意としていた。
ソニーのPCであるVAIOやBDレコーダー（BDZシリーズ）のブルーレイドライブ部分に供給している他にPCメーカーや外付けドライブメーカー等へのOEM提供のほか、バルクドライブとして店頭に並ぶ事も多く、パイオニア、日立LGデータストレージ、パナソニック等と共にスタンダードな地位を確立していた。
2012年8月25日、親会社であるソニーがPC用光ディスクドライブ事業から撤退する方針を固め、ソニーオプティアークの業務を来年3月に終了する予定であると一部で報じられた。
オフィシャルサイトにもその旨が掲示されており、サイト自体も2013年3月31日をもって閉鎖した。
その後、2017年のCOMPUTEX TAIPEIにおいて「オプティアーク」ブランドを冠した光学ドライブ製品が復活することが発表された。製造はVinpower Digitalで、同社はかつてソニーとの共同で開発に当たった経緯がある。

## 製品
従来のATAPIインターフェースに代わりSATAインターフェースのモデルが登場したことから、近年のモデルではATAPIモデルには型番の末尾にAが、S-ATAモデルには末尾にS、Ｈが付加される。

### CDドライブ
- CD-ROM
  - CDU5225
- CD-RW
  - CRX230EE

### DVDドライブ
- DVD-ROM (Combo)
  - CRX320EE
  - CRX880 - スリムタイプ
  - CRX880A - スリムタイプ（ATAPI/トレイ式ドライブ）
  - CRX890 - スリムタイプ
  - CRX890A - スリムタイプ（ATAPI/トレイ式ドライブ）
  - CRX890S - スリムタイプ（S-ATA/トレイ式ドライブ）
  - DDU1615/1615A/1671/1671S/1675/1675A/1675S/1678A/1681S

- DVD-RW Writer 
  - AW-G170/G170A/G170S/Q170/Q170A
  - AW-G540 - スリムタイプ
  - AW-G540A - スリムタイプ（ATAPI/トレイ式ドライブ）
  - AD-5170/AD-5170A/AD-5170S
  - AD-7170/7170A/7170S/7190/7190A/7190S/7191A/7191S
  - AD-7200/7200A/7200S/7201A/7201S/7220A/7220S/7240S/7260S/7280S
  - AD-5540A - スリムタイプ（ATAPI/トレイ式ドライブ）
  - AD-7540/7590 - スリムタイプ
  - AD-7560A - スリムタイプ（ATAPI/トレイ式ドライブ）
  - AD-7580A - スリムタイプ（ATAPI/トレイ式ドライブ）
  - AD-7590A - スリムタイプ（ATAPI/トレイ式ドライブ）
  - AD-7590S - スリムタイプ（S-ATA/トレイ式ドライブ）
  - AD-7630A -スリムタイプ（ATAPI/スロットインタイプ）
  - AD-7640A -スリムタイプ（ATAPI/スロットインタイプ）
  - AD-7670S -スリムタイプ（S-ATA/スロットインタイプ）
  - AD-7690H -スリムタイプ（S-ATA/スロットインタイプ）
  - AD-7693H -スリムタイプ（S-ATA/スロットインタイプ）、Labelflash対応
  - AD-7700S -スリムタイプ（S-ATA/トレイ式ドライブ）
  - AD-7703S -スリムタイプ（S-ATA/トレイ式ドライブ）、Labelflash対応
  - AD-7710H -スリムタイプ（S-ATA/トレイ式ドライブ）
  - AD-7713H -スリムタイプ（S-ATA/トレイ式ドライブ）、Labelflash対応
  - AD-7740H -スリムタイプ（S-ATA/トレイ式ドライブ）
  - AD-7760H -スリムタイプ（S-ATA/トレイ式ドライブ）
  - AD-7800H -スリムタイプ（S-ATA/スロットインタイプ）
  - AD-7930H -スリムタイプ（S-ATA/トレイ式ドライブ）、9.5mm厚

### Blu-rayドライブ
- BD-ROM
  - BR-5100/5100S

- BD-ROM (Combo)
  - BC-5100/5100S
  - BC-5500 - スリムタイプ
  - BC-5500A - スリムタイプ（ATAPI/トレイ式ドライブ）
  - BC-5500S -スリムタイプ（S-ATA/トレイ式ドライブ）
  - BC-5600 - スリムタイプ, スロットローディング
  - BC-5600S -スリムタイプ（S-ATA/スロットインタイプ）
  - BC-5540H -スリムタイプ（S-ATA/トレイ式ドライブ）
  - BC-5550H -スリムタイプ（S-ATA/トレイ式ドライブ）
  - BC-5640H -スリムタイプ（S-ATA/スロットインタイプ）
  - BC-5650H -スリムタイプ（S-ATA/スロットインタイプ）

- Blu-ray Writer
  - BD-5300S
  - BD-5740H -スリムタイプ（S-ATA/トレイ式ドライブ）
  - BD-5750H -スリムタイプ（S-ATA/トレイ式ドライブ）
  - BD-5850H -スリムタイプ（S-ATA/スロットインタイプ）

## 沿革
- 2006年 - ソニーと日本電気との合弁により、ソニーNECオプティアークを設立
- 2008年 - 合弁解消により、ソニーオプティアークと社名変更
- 2012年度内（予定） - 前年8月下旬の公式発表により年度内いっぱいで営業終了、休眠・会社解散へ。